# Frederick William Johnson
Frederick William Johnson, OC, SOM, QC (* 13. Februar 1917 in Dudley, Staffordshire, England; † 20. Juni 1993) war ein kanadischer Richter. Von 1983 bis 1988 war er Vizegouverneur der Provinz Saskatchewan.

## Biografie
Der Sohn eines Klerikers wanderte im Alter von elf Jahren mit seiner Familie nach Kanada aus, die sich in Lipton in der Provinz Saskatchewan niederließ. Während des Zweiten Weltkriegs diente er als Offizier der Artillerie und stieg bis zum Rang eines Majors auf. Nach Kriegsende studierte er Recht an der University of Saskatchewan, machte 1949 seinen Abschluss und eröffnete eine Kanzlei in Regina.
1960 kandidierte Johnson bei der Wahl zur Legislativversammlung von Saskatchewan und unterlag dabei dem späteren Premierminister Allan Blakeney. Ebenfalls keinen Erfolg hatte er bei der Unterhauswahl 1962 als Kandidat der Liberalen Partei. Nachdem er 1963 Kronanwalt geworden war, wurde er 1965 in den Obersten Gerichtshof der Provinz berufen, den er von 1977 bis 1983 präsidierte. Generalgouverneur Edward Schreyer vereidigte Johnson am 6. Juli 1983 als Vizegouverneur von Saskatchewan. Dieses repräsentative Amt übte er bis zum 7. September 1988 aus.